# ФК Морнар
„Морнар“ (на черногорски: Fudbalski klub Mornar) е черногорски футболен клуб от град Бар.

## История на клуба
Клубът е основан през 1923 година. Без особени успехи в първенството и купата. Тимът се състезава на най-високото ниво на черногорския клубен футбол – Черногорската първа лига. Запалянковците на клуба са познати под името „Сердари“.

## Успехи
Национални
 Черна гора
- Черногорска първа лига
  - 5-то място (1): 2021/22
- Друга лига (2 ниво)
  -  Шампион (2): 2017/18, 2020/21
- Купа на Черна гора
  -  Финалист (1): 2024/25
- Трета лига-Южна (3 ниво)
  -  Шампион (1): 2007/08

 Сърбия и Черна гора (2003-2006)
- Първа лига на Сърбия и Черна гора:
  - 6-о място (1): 2004/05
- Втора лига на Сърбия и Черна гора:
  -  Шампион (1): 2003/04
- Купа на Сърбия и Черна гора
  -  Носител (1): 2003/04

 СР Югославия (1992-2003)
- Черногорска републиканска лига: (3 ниво)
  -  Шампион (2): 1994/95, 2000/01
- Черногорска републиканска купа:
  -  Носител (1): 1994/95

 СФРЮ
- Черногорска републиканска лига:
  -  Шампион (1): 1988/89